# Got to Be Certain
Singles de Kylie Minogue
I Should Be So Lucky
(1987) The Loco-Motion
(1988)
Got to Be Certain est une chanson de l'actrice et chanteuse australienne Kylie Minogue extraite de son premier album studio, intitulé Kylie et sorti au Royaume-Uni le 4 juillet 1988.
Le 2 mai 1988, deux mois avant la sortie de l'album, la chanson a été publiée en single. C'était le deuxième single tiré de cet album (après I Should Be So Lucky).
Le single a passé trois semaines à la 2e place du hit-parade britannique (en mai–juin 1988).

## Composition
La chanson est écrite et produite par Mike Stock, Matt Aitken et Pete Waterman. La première à l'avoir enregistrée était Mandy Smith, autre chanteuse de l'écurie PWL, en 1986/1987 (mais pas paru à l'époque). Kylie l'a reprise un peu plus tard et sortie en single. La première version, celle de Mandy, est restée dans les cartons jusqu'en 2005, année de parution d'une compilation des succès de SAW, Stock Aitken Waterman Gold, où elle apparaît en piste bonus.